# Il regalo di Natale
Il regalo di Natale è un album di Enrico Ruggeri nel quale sono presentati riarrangiamenti di classici brani natalizi, in chiave Rock, ed alcuni inediti.
Il brano Piccola lettera di Natale è la reinterpretazione di un brano dello stesso Ruggeri contenuto nella raccolta natalizia del 1986 ..e le stelle stanno a cantare  (CGD COM 20561). Non era mai apparso in un album solista del cantautore.

## Tracce
1. White Christmas
2. Stella (Non siamo soli nell'universo) [Inedito]
3. Winter Wonderland
4. C'era una volta il natale [Inedito]
5. Peace in our time
6. Regalo di Natale [Inedito]
7. Jingle Bells
8. Il centro luminoso [Inedito]
9. While shepherds watched their Flocks
10. Il natale dei ricordi [Inedito]
11. Have yourself a little merry Christmas
12. Piccola lettera di Natale

## Classifica FIMI
| Posizione | 64 | 74 | 63 | 71 | - |